# Rågholmen, Sibbo
Rågholmen är en ö i Finland. Den ligger i Finska viken och i kommunen Sibbo i den ekonomiska regionen  Helsingfors i landskapet Nyland, i den södra delen av landet. Ön ligger omkring 23 kilometer öster om Helsingfors.
Öns area är 4,2 hektar och dess största längd är 350 meter i sydväst-nordöstlig riktning. Ön höjer sig omkring 20 meter över havsytan. I omgivningarna runt Rågholmen växer i huvudsak barrskog.